# Rio do Oeste
Rio do Oeste é um município brasileiro no Estado de Santa Catarina, na microrregião do Alto Vale do Itajaí. Está situada a 27° 11' 33,76" S de latitude e 49° 47' 48,36" W de longitude e sua altitude é de 365 metros.

## História
Luiz Bertoli, que há muito planejava um movimento de colonização, foi incentivado pelo governador Vidal Ramos e motivado pelo vigário de Rodeio, Frei Lucínio Korte, com o qual tivera longos diálogos, a organizar a primeira expedição de reconhecimento. Viajaram com ele, Angelo Moser, Antonio Fronza, Battista Campregher, Battista Giotti, José Franzoi, José Largura, Luiz Girardi e Manoel Moratelli. Em maio de 1912, aportaram na confluência do rio do Oeste com o rio das Pombas, que deve seu nome ao grande número de pássaros dessa espécie existentes na região. O rio, por sua vez, deu origem à denominação inicial de Barra das Pombas.
No final da década de 1920, a então "Freguezia de Barra das Pombas" recebeu o nome de "Villa Adolfo Konder", conforme documento de 27 de Agosto de 1927, que registra a visita do governador Adolfo Konder a "Barra das Pombas e Taió, sendo que a primeira teria a glória, em tempo vindouro, de receber o nome de Villa Adolfo Konder". Pouco tempo durou essa denominação, pois logo após a Revolução de 1930, o núcleo passou a chamar-se "Rio do Oeste".
Por ocasião da redivisão administrativa e judiciária do Estado, a Lei Estadual n.º 247, de 30 de Dezembro de 1948, oficializou o nome atual, criando o distrito de Rio do Oeste e os municípios de Taió e Ituporanga.
À época, dirigia o município de Rio do Sul o prefeito Wenceslau Borini. O governador do Estado era Aderbal Ramos da Silva e ambos pertenciam ao antigo Partido Social Democrático (PSD).
Em 23 de Junho de 1958, durante o governo do Presidente da República Juscelino Kubitschek de Oliveira, uma época de notável crescimento e de ampla liberdade democrática, foi criado o município de Rio do Oeste, instalado oficialmente um mês após, em 23 de Julho de 1958. Rio do Oeste foi inicialmente administrada pelo interventor Massimo Girardi, que permaneceu no cargo de julho até 31 de Janeiro de 1959, quando assumiu a prefeitura o primeiro prefeito escolhido pelo voto popular, Leandro Bertoli,(eleito em 3 de Outubro de 1958), que governou até 31 de Janeiro de 1964.

## Turismo
Comparado a um vilarejo europeu, apresenta grande vocação para o turismo voltado ao resgate, preservação e valorização de aspectos históricos e culturais. A Festa Estadual da Polenta, demonstra a importância da conservação das tradições e costumes de um povo, movimentando a economia local. A polenta de uma tonelada, servida na festa, garante ser a maior do mundo. A cidade possui diversos recursos a serem explorados, sejam estes naturais, históricos ou culturais, capazes de alavancar o setor de serviços, ampliando as oportunidades de negócios as seus moradores. A Gruta do Tigre e o Morro do Morumbi destacam-se no cenário natural. A preservação do idioma e das tradições de seus imigrantes italianos são, sem dúvida, sua principal característica que, geração após geração, deixam claro o amor às tradições e origens, arraigados em cada membro da comunidade.